# Des flammes à la lumière
Des flammes à la lumière est un spectacle de son et lumière évoquant la Première Guerre mondiale et plus particulièrement la bataille de Verdun de 1916. Il est organisé chaque été depuis 1996 par l'association Connaissance de la Meuse dans l'ancienne carrière d'Haudainville, au sud de Verdun, dans le département de la Meuse.

## Présentation
Le spectacle est créé en 1996 pour le 80e anniversaire de la bataille de Verdun. Il est organisé par Connaissance de la Meuse, une association culturelle reconnue d'utilité publique qui anime et met en valeur le patrimoine meusien. Les organisateurs pensent alors donner le spectacle à la citadelle de Verdun mais ils sont contraints d'abandonner le projet. Ils s'installent alors dans la commune d'Haudainville, à quelques kilomètres au sud de Verdun, dans une ancienne carrière de fours à chaux. Cette dernière était devenue une friche industrielle après le déclin de la sidérurgie. Six mois de travaux sont nécessaires pour adapter le lieu à jouer un spectacle et recevoir un public,. Les gradins peuvent accueillir jusqu'à 2 400 spectateurs.
Le spectacle suit l'histoire de trois jeunes gens, un français, un belge et un allemand, qui se rencontrent de nos jours à Verdun. Ils échangent les souvenirs de leurs ancêtres qui ont vécu la Première Guerre mondiale. À travers leurs témoignages, le spectateur suit les évènements de la Belle Époque qui ont mené au déclenchement de la guerre, puis assiste à la dureté des combats, notamment lors de la bataille de Verdun, et à la vie à l'arrière-front. Enfin, le son et lumière met en scène l'armistice et la mise en place des commémorations. Le spectacle se termine sur une poignée de main fraternelle entre deux soldats français et allemand,.
Le son et lumière mobilise 550 bénévoles, dont 250 acteurs sur scène. Il nécessite 1 000 projecteurs, 900 costumes, 40 km de câbles, 2 ha d'espace scénique, des effets spéciaux et des projections d'images géantes.

## Fréquentation
| Année     | 2007   | 2008   | 2009   | 2010   | 2011   | 2012   | 2013   | 2024   |
| Visiteurs | 19 837 | 23 133 | 21 600 | 18 339 | 20 090 | 20 978 | 21 697 | 24 500 |